# Uwe Vogel
Uwe Vogel (* 8. Juni 1915 in Kiel; † 11. Oktober 2000 in Bonn) war ein Generalleutnant der Luftwaffe der Bundeswehr.

## Leben
Vogel, Sohn eines Architekten und Professors, trat im Mai 1934 beim Artillerie-Regiment 2 in Schwerin in die Reichswehr ein. Im November 1935 wechselte er zum Luftwaffe. Er war Batteriechef im Flagregiment 2 in Stettin, Auswerteoffizier, Batterieführer und Ordonnanzoffizier im Flaklehrregiment in Stettin, Batteriechef in der Flaklehr- und -versuchsabteilung in Rerik, Batteriechef und Abteilungsführer im Flakregiment 24, Sachbearbeiter Ia/op beim Befehlshaber der Luftwaffe Mitte, Lehrgangsteilnehmer im Generalstabslehrgang an der Luftkriegsakademie in Gatow, Erster Generalstabsoffizier der 4. Flak-Division und Erster Generalstabsoffizier des III. Flak-Korps. Zuletzt war er Major im Generalstab.
Nach US-amerikanischer Kriegsgefangenschaft war er Torf- und Landarbeiter in Bad Segeberg, Apothekenpraktikant in der Alten Apotheke in Bad Segeberg, begann ein Pharmaziestudium an der Christian-Albrechts-Universität zu Kiel, legte 1951 das Staatsexamen ab und leitete von 1951 bis 1956 die Apotheke des Kreiskrankenhauses Bad Segeberg.
Am 2. November 1956 trat Vogel in die Bundeswehr ein. Er war Zugführer im Flugabwehrversuchsregiment in Schleswig, A3 der 3. Luftverteidigungsdivision in Münster, besuchte 1958/59 das NATO Defense College damals in Paris, war Referent im Führungsstab der Luftwaffe III 2 (Flugabwehr) im Bundesministerium der Verteidigung in Bonn, war Leiter der Abteilung A3 Luftverteidigung im Hauptquartier Supreme Headquarters Allied Powers Europe (SHAPE) in Paris, Deutscher Militärischer Vertreter bei SHAPE, Chef des Luftverteidigungsstabes im NATO-Kommando AFCENT in Fontainebleau, Befehlshaber des Luftverteidigungssektors in Goch und Divisionskommandeur der 4. Luftwaffendivision in Aurich. Er war vom 1. Oktober 1969 bis 30. Juni 1971 als Generalmajor Stellvertreter des Inspekteurs der Luftwaffe und in Personalunion Chef des Stabes des Führungsstabs der Luftwaffe. Vom 1. Juli 1971 bis zum 30. September 1975 war er Amtschef des Luftwaffenamtes in Köln. Anschließend trat er in den Ruhestand.

## Auszeichnungen
- Verwundetenabzeichen in Schwarz (1941)
- Eisernes Kreuz I. Klasse (1941)
- Flak-Kampfabzeichen (1943)
- Deutsches Kreuz in Silber (1944)
- Kriegsverdienstkreuz mit Schwertern II. Klasse (1945)
- Großes Verdienstkreuz des Verdienstordens der Bundesrepublik Deutschland